# 1991年のバレーボール
1991年のバレーボール（1991ねんのバレーボール）では、1991年（平成3年）のバレーボール関連の出来事をまとめる。

## できごと
- バレー・ベルガモが創設。
- バレーボール女子世界クラブ選手権が初開催。
- 第1回全国専門学校バレーボール選手権大会を実施（主催: 全国専門学校バレーボール連盟）。
- ビーチバレーを題材にした映画「真夏の地球」が全国松竹富士系で公開。
- FIVB加盟（その26） - ナミビア。

## 国際大会
- ワールドカップ
  - 男子
    - 金メダル： ソビエト連邦
    - 銀メダル： キューバ
    - 銅メダル： アメリカ合衆国

  - 女子
    - 金メダル： キューバ
    - 銀メダル： 中国
    - 銅メダル： ソビエト連邦

## 国内大会

### 日本
- 第24回日本リーグ
  - 男子
    - 優勝：新日鐵
    - MVP：中垣内祐一

  - 女子
    - 優勝：日立
    - MVP：中田久美

- 第40回黒鷲旗全日本選手権
  - 男子
    - 優勝：サントリー
    - 黒鷲賞：荻野正二

  - 女子
    - 優勝：ユニチカ
    - 黒鷲賞：中西千枝子

## 誕生
- 1月22日 - 卜部里菜
- 2月3日 - ヨム・ヘソン
- 2月25日 - 瀬尾有耶
- 3月8日 - アンナ・カジャリナ
- 3月27日 - 古屋美紀
- 7月25日 - 長岡望悠
- 8月10日 - 堀口夏実
- 10月29日 - 木村美里